# Geoffrey Parker
|  | No s'ha de confondre amb Alexander_A._Parker. |

Geoffrey Parker (Nottingham, Regne Unit, 25 de desembre de 1943) és un historiador britànic, un dels més destacats de la seva generació i un dels majors coneixedors de l'Espanya dels segles xvi i xvii. Està reconegut com una de les màximes autoritast en Història Militar i Europea de l'Edat Moderna.

## Biografia
Catedràtic a la Universitat Estatal d'Ohio des de 1997, abans ho va ser a les universitats d'Illinois i Yale, als Estats Units, a part de les de British Columbia, Canadà, i St. Andrews, Escòcia.
És autor i editor de més d'una trentena de llibres, entre els quals sobresurten Espanya i la rebel·lió de Flandes (1989), La revolució militar (1990), L'exèrcit de Flandes i el camí espanyol (1991), La gran estratègia de Felip II (1998), L'èxit mai és definitiu. Imperialisme, guerra i fe en l'Europa moderna (2001) i La crisi de la Monarquia de Felip IV (2006).
És Fellow de l'Acadèmia Britànica, acadèmic corresponent de la Reial Acadèmia de la Història i de la Reial Acadèmia Hispano-Americana de Ciències, Arts i Lletres de Cadis.
Entre els seus molts reconeixements internacionals destaquen la gran creu de l'Orde d'Isabel la Catòlica i la gran creu de l'Orde d'Alfonso X el Savi.
Deixeble avantatjat del gran historiador i hispanista britànic John H. Elliott, aviat es va especialitzar en l'edat Moderna espanyola, escrivint obres com La Gran Armada (en col·laboració amb Colin Martin) o L'exèrcit de Flandes i el camí espanyol excel·lents referents per a l'estudi i comprensió d'aquesta època de la Història.
La seva obra Felipe II. La biografia definitiva va ser presentada en el Monestir de l'Escorial. En aquesta obra ressonen documents que s'havien donat per perduts i que després de 26 anys d'estudis han donat els seus fruits. Guardonat com un dels millors hispanistes, rebent l'agraïment històric d'Universitats espanyoles per la seva aportació a esclarir fets ombrívols de l'Època Moderna.
Des de 1987 és membre corresponent de la Reial Acadèmia de la Història d'Espanya.

## Obra
Entre les seves obres hi ha:
- Guide to the Arxives of the Spanish Institutions in or concerned with the Netherlands (1556- 1706). Brussel·les, 1971 (Arxiu i Biblioteca de Bèlgica, Núm. especial 3)
- The Army of Flanders and the Spanish Road, 1567-1659, Cambridge, 1972
- Military Revolution, 1560-1660 - A Myth?, The J. of Modern History 48 (2) jun 1976
- The Dutch Revolt, Londres, 1977
- Europe in Crisis, 1598-1648 (Europa en crisi). Cornell O. Press, 1979
- .  Editorial Nerea. ISBN 9788486763268.
- L'exèrcit de Flandes i el camí espanyol, 1991
- La revolució militar : innovació militar i apogeu d'occident, 1500-1800 Aliança Editorial, S. a. 2002 ISBN 84-206-6790-0 (The Military Revolution: Military Innovation and the Rise of the West, 1500-1800, 2ª ed. Press Syndicate of O. of Cambridge, 1996)
- The General Crisis of the Seventeenth Century, (La crisi general del segle XVII) 2ª ed. Routledge, 1997, com coeditor amb Lesley M. Smith
- La gran estratègia de Felipe II, Aliança Editorial, S. a. 1998 ISBN 84-206-2902-2
- The Reader's Companion to Military History 2001 (coautoría amb Robert Cowley)
- Felipe II, Aliança Editorial, S. a. 2003 ISBN 84-206-5575-9
- Felipe II: La biografia definitiva, Editorial Planeta, S. a. 2010 ISBN 9788408094845
- Geoffrey Parker. .  Ediciones AKAL. ISBN 9788446025603.
- Global Crisis: War, Climate Change and Castastrophe in the Seventeenth Century, New Haven i Londres: Yale University Press, 2013
- Com ser rei. Instruccions de l'emperador Carlos V al seu fill Felipe, CEEH. 2014, com coeditor amb Rachael Ball
- El rei imprudent, la biografia essencial de Felip II, Editorial Planeta, 2015, ISBN 9788408141990